# Fright Night (film, 2011)
Fright Night är en amerikansk skräckkomedifilm från 2011, samt en nyinspelning av Tom Hollands vampyrskräckis Skräcknatten från 1985, som hade biopremiär i USA den 19 augusti det året. Filmen är regisserad av Craig Gillespie, med manus skrivet/framtaget av Marti Noxon. I rollerna syns bland andra Anton Yelchin, Colin Farrell, Toni Collette, Imogen Poots, Christopher Mintz-Plasse, och David Tennant.
Filmen hade biopremiär i Sverige den 14 oktober 2011, där den ansvariga utgivaren var Walt Disney Studios Motion Pictures.

## Handling
Filmens handling kretsar kring tonårskillen Charley Brewster, som bor i en förort utanför Las Vegas. En dag när Charley är i skolan kommer hans före detta bästa vän Edward "Ed" Lee fram till honom, och säger att det har försvunnit elever från skolan, inklusive deras andra barndomsvän, Adam Johnson. När Charley kommer hem från skolan presenterar hans mamma Jane honom för deras nya granne Jerry Dandrige, som precis har flyttat in i huset bredvid. Ed berättar sedan för Charley att han tror att Jerry är en vampyr, men Charley blir arg på Ed och säger att han är galen, och att han inte längre vill vara vän med Ed. Men efter ett tag inser Charley att Eds vampyrteorier praktiskt taget stämmer. Han bestämmer sig för att på egen hand försöka komma på ett sätt att göra sig av med detta vampyrmonster till granne, innan det är försent.

## Rollista
| Anton Yelchin            | – Charley Brewster |
| Colin Farrell            | – Jerry Dandrige   |
| Christopher Mintz-Plasse | – Edward "Ed" Lee  |
| David Tennant            | – Peter Vincent    |
| Imogen Poots             | – Amy Peterson     |
| Toni Collette            | – Jane Brewster    |
| Dave Franco              | – Mark             |
| Emily Montague           | – Doris            |
| Will Denton              | – Adam Johnson     |
| Reid Ewing               | – Ben              |
| Sandra Vergara           | – Ginger           |
| Lisa Loeb                | – Victoria Lee     |
| Brian Huskey             | – Rick Lee         |
| Grace Phipps             | – Bee              |
| Dee Bradley Baker        | – Vampyrröster     |

## Produktion
Huvudfotograferingen för filmen gjordes i Rio Rancho, en förort till Albuquerque i New Mexico, från den 26 juli 2010 till den 1 oktober samma år. Filmen producerades av DreamWorks Pictures, samt blev distribuerad av Walt Disney Studios Motion Pictures, genom filmbolaget Touchstone Pictures. Detta var det första samarbetet mellan skådespelarna Anton Yelchin och Imogen Poots, som cirka fyra år senare kom att göra filmen Green Room tillsammans.
Steven Spielberg var även involverad i skapandet av filmen, där han bland annat gjorde storyboard-scener, och hjälpte till med klippningen/redigeringen.

## Soundtrack
Filmens partitur komponerades av Ramin Djawadi.
Soundtracket med Djawadis alla komponerade stycken listas här nedanför:
| Nummer | Titel                                    | Längd |
| ------ | ---------------------------------------- | ----- |
| 1.     | "Welcome to Fright Night"                | 1:13  |
| 2.     | "There's a Lot of Bad People Out There"  | 1:03  |
| 3.     | "Jerry's Date"                           | 5:12  |
| 4.     | "A Terrible Vampire Name"                | 2:46  |
| 5.     | "We Could Rock This Evil Thing Together" | 3:44  |
| 6.     | "Is That a Stake?"                       | 1:21  |
| 7.     | "400 Years of Survival"                  | 3:10  |
| 8.     | "How to Kill a Vampire"                  | 1:42  |
| 9.     | "Just Hit Me"                            | 1:27  |
| 10.    | "No House, No Invitation"                | 3:44  |
| 11.    | "That's a Mighty Big Cross"              | 2:49  |
| 12.    | "Let's Kill Something"                   | 1:00  |
| 13.    | "Go Get the Authorities"                 | 1:59  |
| 14.    | "I Can Hear You Breathe"                 | 2:56  |
| 15.    | "I'm All Out of Beer"                    | 3:50  |
| 16.    | "A Garlicky Omelet"                      | 1:21  |
| 17.    | "Enough With the Vampires"               | 3:09  |
| 18.    | "Gotta Light"                            | 2:49  |
| 19.    | "Don't Do Anything I Wouldn't Do"        | 1:13  |
| 20.    | "Fright Night"                           | 4:12  |

Totallängd: 50:40